# Argo Merchant

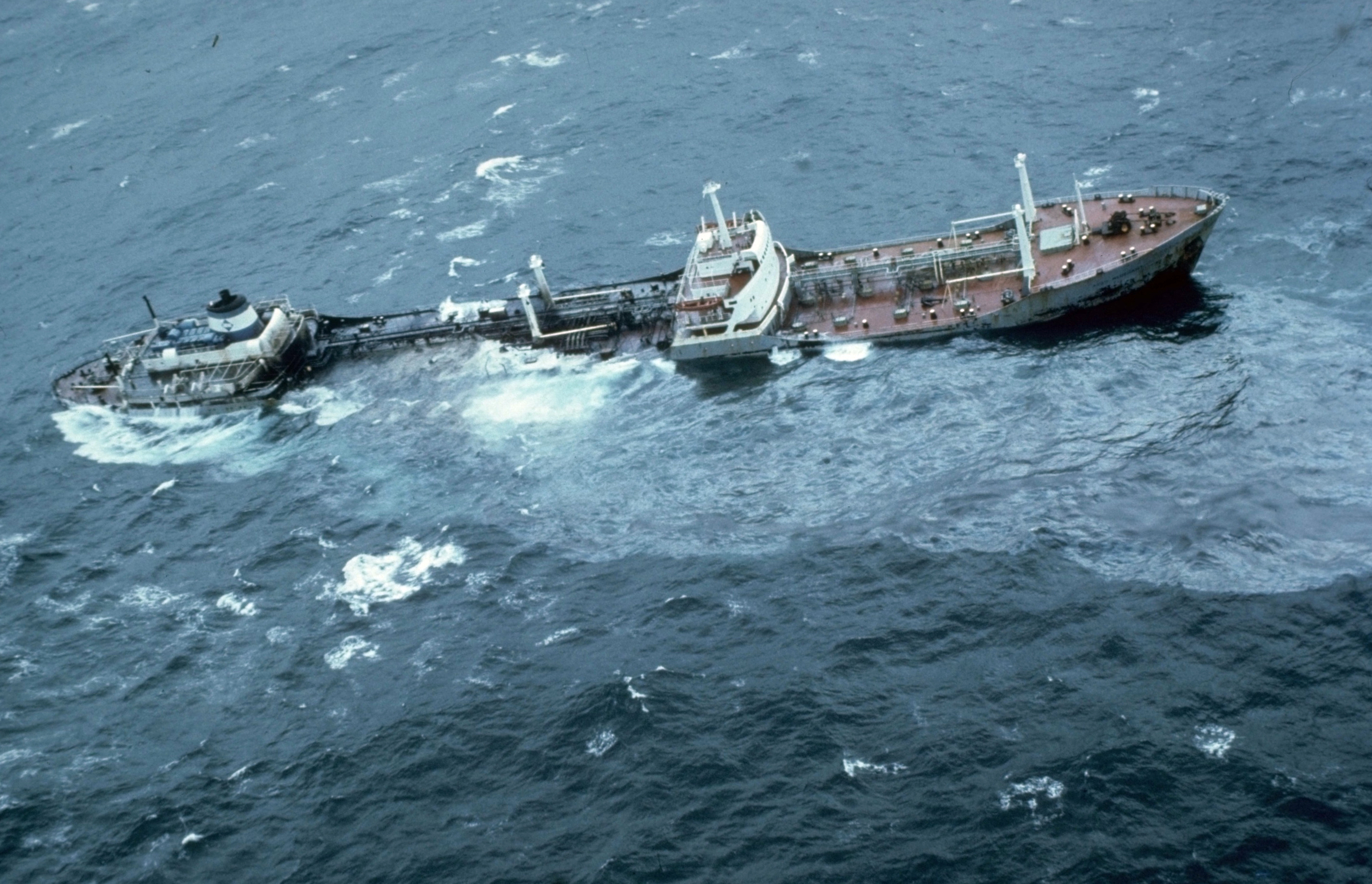
Argo Merchant vastgelopen met de olie uit het schip stromend

Argo Merchant was een schip varend onder Liberische vlag. Het werd in 1953 gebouwd door Howaldtswerke in Hamburg, Duitsland.
Het schip is het meest berucht wegens scheepsramp waarbij het vastliep ten zuidoosten van de kust van Nantucket Island, Massachusetts. Hierdoor veroorzaakte het een van de grootste olierampen ooit. 
Verder was het schip ook betrokken bij verschillende andere scheepsrampen.
Het schip zelf is geclassificeerd als een olietanker met een lengte van 200 meter en een breedte van 25 meter. Haar snelheid kon tot 16 knopen bedragen. 

## Olieramp 1976
Op december 1976 was Argo Merchant volgeladen met 184 vaten olie onderweg uit Venezuela naar Boston. Kapitein op dat moment was Georgios Papadopoulos. Uit later onderzoek bleek dat het schip meerdere gebreken vertoonde. Zo waren twee bemanningsleden niet gekwalificeerd als roerganger, had het schip een gebroken gyrokompas, ongeschikte kaarten en een niet werkende radio direction finder.
Omstreeks 18:00 op 15 december 1976 loopt de tanker aan de grond op Middle Rip Shoal, wat zich zo’n 29 zeemijl (54km) van Nantucket bevindt. Op dat moment was het schip ook 24 zeemijl (44km) afgeweken van haar oorspronkelijke koers.
Het noodsignaal van de Argo Merchant werd beantwoord door het MRCC USCG Communication Station Porthmouth. Hierdoor konden de 38 bemanningsleden allen veilig geëvacueerd worden. 
Maar de 3 meter hoge golven en het ondiepe water maken het onmogelijk om de olie nog aan boord van het schip weg te pompen. 
Op 21 december 1976 brak het schip in twee waardoor de volledige lading olie in zee stroomde. Gelukkig blies de noordwestenwind de 60 op 110 km grote olievlek richting de open zee waardoor de kusten en het mariene leven gespaard bleven. 
Op het moment van de ramp was dit de grootste olieramp ooit in de territoriale wateren van de Verenigde Staten van Amerika.